# آلن پترناتس
آلن پترناتس (کرواتی: Alen Peternac؛ زادهٔ ۱۶ ژانویهٔ ۱۹۷۲) بازیکن سابق و مربی فوتبال اهل کرواسی است.
از باشگاه‌هایی که در آن بازی کرده‌است می‌توان به باشگاه فوتبال دینامو زاگرب، باشگاه فوتبال سجستا، باشگاه فوتبال رئال ساراگوسا، باشگاه فوتبال رئال وایادولید، و باشگاه فوتبال رئال مورسیا اشاره کرد.
وی همچنین در تیم‌های ملی فوتبال کرواسی بازی کرده‌است.